# Artur Rylov
Bản mẫu:Eastern Slavic name
Artur Igorevich Rylov (tiếng Nga: Артур Игоревич Рылов; sinh ngày 12 tháng 4 năm 1989) là một cầu thủ bóng đá người Nga. Anh thi đấu cho F.K. Rotor Volgograd.